# Monkey Gone to Heaven
Monkey Gone to Heaven е песен на американската алтернативна рок група „Пиксис“, седма подред в албума Doolittle от 1989 година. Името приблизително се превежда като Маймуна, отишла на небето (или в Рая). Фронтменът на групата, Блек Франсис, е автор и изпълнител на песента, а продуцент е Джил Нортън. В песента се засягат екологични и библейски теми, които групата изследва и в други части от албума. Monkey Gone to Heaven е първата песен на „Пиксис“, в която участват гостуващи музиканти: това са виолончелистите Артър Фиако и Ан Рорик и цигуларите Керън Карлсръд и Корин Метър.
Monkey Gone to Heaven излиза като първи сингъл от Doolittle в САЩ и Великобритания. Това е първият голям американски хит на групата, която подписва договор с „Електра Рекърдс“ малко преди излизането на албума. В общи линии композицията получава добри отзиви от музикалните критици. Дейвид Фрик от „Ролинг Стоун“ пише, че Monkey Gone to Heaven е „корозиращо, убедително размишление за Бог и боклука“. През последвалите години песента получава няколко отличия от различни музикални издания.
|  | Тази страница частично или изцяло представлява превод на страницата Monkey Gone to Heaven в Уикипедия на английски. Оригиналният текст, както и този превод, са защитени от Лиценза „Криейтив Комънс – Признание – Споделяне на споделеното“, а за съдържание, създадено преди юни 2009 година – от Лиценза за свободна документация на ГНУ. Прегледайте историята на редакциите на оригиналната страница, както и на преводната страница, за да видите списъка на съавторите. ВАЖНО: Този шаблон се отнася единствено до авторските права върху съдържанието на статията. Добавянето му не отменя изискването да се посочват конкретни източници на твърденията, които да бъдат благонадеждни. |